# Dreikampf-Weltmeisterschaft für Nationalmannschaften 1995

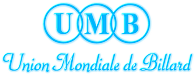
Logo UMB (ausrichtender Verband)

Die Dreikampf-Weltmeisterschaft für Nationalmannschaften 1995 war das siebte Mannschaftsturnier im Dreikampf. Das Turnier fand vom 18. bis zum 21. Mai 1995 in Hennef (Sieg) statt.

## Geschichte
Bei der siebten und letzten Austragung der Dreikampf-Weltmeisterschaft für Nationalmannschaften (World-Team-Championship (WTC)) gewann Deutschland zum dritten Mal. Im Finale besiegte Deutschland A die Niederlande mit 4:2. Platz drei belegte Österreich durch einen 4:2-Sieg im „kleinen Finale“ gegen Deutschland B.

## Gemeldete Mannschaften
| Disziplin  | Ägypten      | Belgien         | Dänemark             |
| ---------- | ------------ | --------------- | -------------------- |
| Einband    | Mohsen Fouda | Peter de Backer | Dan Nielsen          |
| Cadre 71/2 | Zein Abdou   | Eddy Leppens    | Michael Mikkelsen    |
| Dreiband   | Hesham Saad  | Leslie Menheer  | Jacob Haack-Sörensen |

| Disziplin  | Deutschland A     | Deutschland B      | Frankreich        |
| ---------- | ----------------- | ------------------ | ----------------- |
| Einband    | Martin Horn       | Stefan Galla       | Alain Remond      |
| Cadre 71/2 | Wolfgang Zenkner  | Fabian Blondeel    | Jean Arnaud       |
| Dreiband   | Christian Rudolph | Johann Schirmbrand | Francis Connesson |

| Disziplin  | Italien               | Japan         | Niederlande         |
| ---------- | --------------------- | ------------- | ------------------- |
| Einband    | Antonio Oddo          | Yoichiro Mori | Jean Paul de Bruijn |
| Cadre 71/2 | Giuseppe Tagliavia    | Koichi Tuji   | Henri Tilleman      |
| Dreiband   | Francesco Monticciolo | Joji Kai      | John Tijssens       |

| Disziplin  | Österreich           | Schweiz           | Tschechien     |
| ---------- | -------------------- | ----------------- | -------------- |
| Einband    | Michael Hikl         | Pierre-Alain Rech | Josef Cervenka |
| Cadre 71/2 | Stephan Horvath      | Xavier Gretillat  | Marek Faus     |
| Dreiband   | Gerhard Kostistansky | Andreas Efler     | Ivo Gazdos     |

## Turniermodus
Es wurde mit drei Mannschaften pro Gruppe im Round-Robin-System gespielt. Die Gruppensieger zogen ins Halbfinale ein.
Die Spieldistanzen:
Einband: 100 Punkte.
Cadre 71/2: 200 Punkte
Dreiband: Gruppenspiele: 2 GS bis 15 Punkte. Ab Halbfinale: 3 GS bis 15 Punkte.
Bei einem Unentschieden (Einband, Cadre 71/2) wurde eine Verlängerung bis 10 % der Partiedistanz gespielt.
Die Wertung für die Endtabelle:
1. MP = Matchpunkte
2. PP = Partiepunkte
3. VMGD = Verhältnismäßiger Mannschafts Generaldurchschnitt

## Spiele

### Gruppe A
| Disziplin           | Name                 | MP  | PP       | Pkt. | Aufn. | GD    | BED   | HS | VGD    |
| ------------------- | -------------------- | --- | -------- | ---- | ----- | ----- | ----- | -- | ------ |
| (90,08) vs. (33,02) | (90,08) vs. (33,02)  | 2:0 | 4:2      |      |       |       |       |    |        |
| Einband             | Michael Hikl         | –   | 2:0      | 100  | 10    | 10,00 | 10,00 | 45 | 180,00 |
| Einband             | Mohsen Fouda         | –   | 0:2      | 16   | 10    | 1,60  | –     | 6  | 8,88   |
| Cadre 71/2          | Stephan Horvath      | –   | 2:0      | 200  | 14    | 14,28 | 14,28 | 79 | 37,60  |
| Cadre 71/2          | Zein Abdou           | –   | 0:2      | 149  | 14    | 10,64 | –     | 37 | 23,20  |
| Dreiband            | Gerhard Kostistansky | –   | 0:2(1:2) | 38   | 47    | 0,808 | –     | 5  | 52,66  |
| Dreiband            | Hesham Saad          | –   | 2:0(2:1) | 40   | 47    | 0,851 | 0,851 | 5  | 67,00  |

| Disziplin           | Name                | MP  | PP       | Pkt. | Aufn. | GD    | BED   | HS | VGD    |
| ------------------- | ------------------- | --- | -------- | ---- | ----- | ----- | ----- | -- | ------ |
| (83,99) vs. (23,94) | (83,99) vs. (23,94) | 2:0 | 6:0      |      |       |       |       |    |        |
| Einband             | Peter de Backer     | –   | 2:0      | 100  | 16    | 6,25  | 6,25  | 29 | 79,28  |
| Einband             | Mohsen Fouda        | –   | 0:2      | 58   | 16    | 3,62  | –     | 11 | 40,33  |
| Cadre 71/2          | Eddy Leppens        | –   | 2:0      | 200  | 4     | 50,00 | 50,00 | 85 | 150,00 |
| Cadre 71/2          | Zein Abdou          | –   | 0:2      | 12   | 4     | 3,00  | –     | 11 | 6,00   |
| Dreiband            | Leslie Menheer      | –   | 2:0(2:1) | 37   | 59    | 0,627 | 0,627 | 4  | 22,70  |
| Dreiband            | Hesham Saad         | –   | 0:2(1:2) | 38   | 58    | 0,655 | –     | 3  | 25,50  |

| Disziplin             | Name                  | MP  | PP       | Pkt. | Aufn. | GD    | BED   | HS  | VGD    |
| --------------------- | --------------------- | --- | -------- | ---- | ----- | ----- | ----- | --- | ------ |
| (146,94) vs. (111,00) | (146,94) vs. (111,00) | 2:0 | 4:2      |      |       |       |       |     |        |
| Einband               | Michael Hikl          | –   | 2:0      | 100  | 8     | 12,50 | 12,50 | 36  | 252,85 |
| Einband               | Peter de Backer       | –   | 0:2      | 75   | 8     | 9,37  | –     | 34  | 158,80 |
| Cadre 71/2            | Stephan Horvath       | –   | 0:2      | 88   | 4     | 22,00 | –     | 78  | 63,33  |
| Cadre 71/2            | Eddy Leppens          | –   | 2:0      | 200  | 4     | 50,00 | 50,00 | 176 | 150,00 |
| Dreiband              | Gerhard Kostistansky  | –   | 2:0(2:0) | 30   | 29    | 1,034 | 1,034 | 5   | 124,66 |
| Dreiband              | Leslie Menheer        | –   | 0:2(0:2) | 18   | 28    | 0,642 | –     | 4   | 24,20  |

| Platz | Land       | MP  | PP   | VMGD   | BVMGD |
| ----- | ---------- | --- | ---- | ------ | ----- |
| 1     | Österreich | 4:0 | 8:4  | 111,65 | –     |
| 2     | Belgien    | 2:2 | 8:4  | 91,00  | 83,99 |
| 3     | Ägypten    | 0:4 | 2:10 | 27,69  | –     |

### Gruppe B
| Disziplin               | Name                    | MP  | PP       | Pkt. | Aufn. | GD    | BED   | HS  | VGD    |
| ----------------------- | ----------------------- | --- | -------- | ---- | ----- | ----- | ----- | --- | ------ |
| (186,25) B vs. (110,52) | (186,25) B vs. (110,52) | 2:0 | 4:2      |      |       |       |       |     |        |
| Einband                 | Stefan Galla            | –   | 2:0      | 100  | 9     | 11,11 | 11,11 | 26  | 213,14 |
| Einband                 | Dan Nielsen             | –   | 0:2      | 49   | 9     | 5,44  | –     | 25  | 67,71  |
| Cadre 71/2              | Fabian Blondeel         | –   | 2:0      | 200  | 3     | 66,66 | 66,66 | 120 | 216,64 |
| Cadre 71/2              | Michael Mikkelsen       | –   | 0:2      | 19   | 3     | 6,33  | –     | 16  | 12,66  |
| Dreiband                | Johann Schirmbrand      | –   | 0:2(0:2) | 22   | 21    | 1,047 | –     | 2   | 129,00 |
| Dreiband                | Jacob Haack-Sörensen    | –   | 2:0(2:0) | 30   | 22    | 1,363 | 1,363 | 4   | 251,20 |

| Disziplin           | Name                 | MP  | PP       | Pkt. | Aufn. | GD    | BED   | HS | VGD    |
| ------------------- | -------------------- | --- | -------- | ---- | ----- | ----- | ----- | -- | ------ |
| (92,70) vs. (58,05) | (92,70) vs. (58,05)  | 2:0 | 6:0      |      |       |       |       |    |        |
| Einband             | Alain Remond         | –   | 2:0      | 100  | 14    | 7,14  | 7,14  | 23 | 96,80  |
| Einband             | Dan Nielsen          | –   | 0:2      | 52   | 14    | 3,71  | –     | 14 | 41,83  |
| Cadre 71/2          | Jean Arnaud          | –   | 2:0      | 200  | 10    | 20,00 | 20,00 | 71 | 56,66  |
| Cadre 71/2          | Michael Mikkelsen    | –   | 0:2      | 159  | 10    | 15,90 | –     | 63 | 43,00  |
| Dreiband            | Francis Connesson    | –   | 2:0(2:0) | 30   | 29    | 1,034 | 1,034 | 4  | 124,66 |
| Dreiband            | Jacob Haack-Sörensen | –   | 0:2(0:2) | 26   | 28    | 0,928 | –     | 5  | 89,33  |

| Disziplin              | Name                   | MP  | PP       | Pkt. | Aufn. | GD    | BED   | HS  | VGD    |
| ---------------------- | ---------------------- | --- | -------- | ---- | ----- | ----- | ----- | --- | ------ |
| (129,69) B vs. (71,77) | (129,69) B vs. (71,77) | 2:0 | 6:0      |      |       |       |       |     |        |
| Einband                | Stefan Galla           | –   | 2:0      | 100  | 12    | 8,33  | 8,33  | 49  | 125,75 |
| Einband                | Alain Remond           | –   | 0:2      | 63   | 12    | 5,25  | –     | 26  | 65,00  |
| Cadre 71/2             | Fabian Blondeel        | –   | 2:0      | 200  | 4     | 50,00 | 50,00 | 135 | 150,00 |
| Cadre 71/2             | Jean Arnaud            | –   | 0:2      | 84   | 4     | 21,00 | –     | 75  | 60,00  |
| Dreiband               | Johann Schirmbrand     | –   | 2:0(2:0) | 30   | 30    | 1,000 | 1,000 | 5   | 113,33 |
| Dreiband               | Francis Connesson      | –   | 0:2(0:2) | 27   | 29    | 0,931 | –     | 3   | 90,33  |

| Platz | Land          | MP  | PP   | VMGD   | BVMGD  |
| ----- | ------------- | --- | ---- | ------ | ------ |
| 1     | Deutschland B | 4:0 | 10:2 | 154,07 | 129,69 |
| 2     | Frankreich    | 2:2 | 6:6  | 81,45  | 92,70  |
| 3     | Dänemark      | 0:4 | 2:10 | 81,66  | –      |

### Gruppe C
| Disziplin           | Name                  | MP  | PP       | Pkt. | Aufn. | GD    | BED   | HS | VGD   |
| ------------------- | --------------------- | --- | -------- | ---- | ----- | ----- | ----- | -- | ----- |
| (38,59) vs. (14,89) | (38,59) vs. (14,89)   | 2:0 | 4:2      |      |       |       |       |    |       |
| Einband             | Antonio Oddo          | –   | 2:0      | 100  | 20    | 5,00  | 5,00  | 21 | 61,42 |
| Einband             | Pierre-Alain Rech     | –   | 0:2      | 37   | 20    | 1,85  | –     | 8  | 10,71 |
| Cadre 71/2          | Giuseppe Tagliavia    | –   | 0:2      | 169  | 22    | 7,68  | –     | 28 | 15,36 |
| Cadre 71/2          | Xavier Gretillat      | –   | 2:0      | 200  | 22    | 9,09  | 9,09  | 42 | 18,18 |
| Dreiband            | Francesco Monticciolo | –   | 2:0(2:1) | 41   | 55    | 0,745 | 0,745 | 3  | 39,00 |
| Dreiband            | Andreas Efler         | –   | 0:2(1:2) | 29   | 54    | 0,537 | –     | 4  | 15,80 |

| Disziplin            | Name                 | MP  | PP       | Pkt. | Aufn. | GD    | BED   | HS  | VGD    |
| -------------------- | -------------------- | --- | -------- | ---- | ----- | ----- | ----- | --- | ------ |
| (122,04) vs. (51,39) | (122,04) vs. (51,39) | 2:0 | 6:0      |      |       |       |       |     |        |
| Einband              | Jean Paul de Bruijn  | –   | 2:0      | 100  | 10    | 10,00 | 10,00 | 52  | 180,00 |
| Einband              | Pierre-Alain Rech    | –   | 0:2      | 44   | 10    | 4,40  | –     | 18  | 52,85  |
| Cadre 71/2           | Henri Tilleman       | –   | 2:0      | 200  | 5     | 40,00 | 40,00 | 100 | 117,14 |
| Cadre 71/2           | Xavier Gretillat     | –   | 0:2      | 65   | 5     | 13,00 | –     | 30  | 33,33  |
| Dreiband             | John Tijssens        | –   | 2:0(2:1) | 42   | 49    | 0,857 | 0,857 | 7   | 69,00  |
| Dreiband             | Andreas Efler        | –   | 0:2(1:2) | 41   | 48    | 0,854 | –     | 4   | 68,00  |

| Disziplin            | Name                  | MP  | PP       | Pkt. | Aufn. | GD     | BED    | HS  | VGD    |
| -------------------- | --------------------- | --- | -------- | ---- | ----- | ------ | ------ | --- | ------ |
| (203,87) vs. (48,26) | (203,87) vs. (48,26)  | 2:0 | 6:0      |      |       |        |        |     |        |
| Einband              | Jean Paul de Bruijn   | –   | 2:0      | 100  | 11    | 9,09   | 9,09   | 37  | 148,28 |
| Einband              | Antonio Oddo          | –   | 0:2      | 44   | 11    | 4,00   | –      | 17  | 46,66  |
| Cadre 71/2           | Henri Tilleman        | –   | 2:0      | 200  | 2     | 100,00 | 100,00 | 136 | 350,00 |
| Cadre 71/2           | Giuseppe Tagliavia    | –   | 0:2      | 44   | 2     | 22,00  | –      | 26  | 63,33  |
| Dreiband             | John Tijssens         | –   | 2:0(2:0) | 30   | 30    | 1,000  | 1,000  | 7   | 113,33 |
| Dreiband             | Francesco Monticciolo | –   | 0:2(0:2) | 21   | 29    | 0,724  | –      | 3   | 34,80  |

| Platz | Land        | MP  | PP   | VMGD   | BVMGD  |
| ----- | ----------- | --- | ---- | ------ | ------ |
| 1     | Niederlande | 4:0 | 12:0 | 142,07 | 203,87 |
| 2     | Italien     | 2:2 | 4:8  | 37,20  | –      |
| 3     | Schweiz     | 0:4 | 2:10 | 24,07  | –      |

### Gruppe D
| Disziplin            | Name                 | MP  | PP       | Pkt. | Aufn. | GD    | BED   | HS | VGD    |
| -------------------- | -------------------- | --- | -------- | ---- | ----- | ----- | ----- | -- | ------ |
| (81,76) vs. (16,10 ) | (81,76) vs. (16,10 ) | 2:0 | 6:0      |      |       |       |       |    |        |
| Einband              | Yoichiro Mori        | –   | 2:0      | 100  | 18    | 5,55  | 5,55  | 30 | 69,28  |
| Einband              | Josef Cervenka       | –   | 0:2      | 16   | 18    | 0,88  | –     | 4  | 4,88   |
| Cadre 71/2           | Koichi Tuji          | –   | 2:0      | 200  | 14    | 14,28 | 14,28 | 51 | 37,60  |
| Cadre 71/2           | Marek Faus           | –   | 0:2      | 165  | 14    | 11,78 | –     | 30 | 28,90  |
| Dreiband             | Joji Kai             | –   | 2:0(2:0) | 30   | 28    | 1,071 | 1,071 | 7  | 138,40 |
| Dreiband             | Ivo Gazdos           | –   | 0:2(0:2) | 14   | 27    | 0,518 | –     | 4  | 14,53  |

| Disziplin              | Name                   | MP  | PP       | Pkt. | Aufn. | GD    | BED   | HS  | VGD    |
| ---------------------- | ---------------------- | --- | -------- | ---- | ----- | ----- | ----- | --- | ------ |
| (137,63) A vs. (29,53) | (137,63) A vs. (29,53) | 2:0 | 6:0      |      |       |       |       |     |        |
| Einband                | Martin Horn            | –   | 2:0      | 100  | 13    | 7,69  | 7,69  | 30  | 109,75 |
| Einband                | Josef Cervenka         | –   | 0:2      | 50   | 13    | 3,84  | –     | 16  | 44,00  |
| Cadre 71/2             | Wolfgang Zenkner       | –   | 2:0      | 200  | 5     | 40,00 | 40,00 | 125 | 117,14 |
| Cadre 71/2             | Marek Faus             | –   | 0:2      | 45   | 5     | 9,00  | –     | 39  | 18,00  |
| Dreiband               | Christian Rudolph      | –   | 2:0(2:0) | 30   | 25    | 1,200 | 1,200 | 6   | 186,00 |
| Dreiband               | Ivo Gazdos             | –   | 0:2(0:2) | 16   | 24    | 0,666 | –     | 3   | 26,60  |

| Disziplin              | Name                   | MP  | PP       | Pkt. | Aufn. | GD    | BED   | HS  | VGD    |
| ---------------------- | ---------------------- | --- | -------- | ---- | ----- | ----- | ----- | --- | ------ |
| (180,87) A vs. (45,55) | (180,87) A vs. (45,55) | 2:0 | 6:0      |      |       |       |       |     |        |
| Einband                | Martin Horn            | –   | 2:0      | 100  | 11    | 9,09  | 9,09  | 33  | 148,28 |
| Einband                | Yoichiro Mori          | –   | 0:2      | 26   | 11    | 2,36  | –     | 7   | 18,00  |
| Cadre 71/2             | Wolfgang Zenkner       | –   | 2:0      | 200  | 5     | 40,00 | 40,00 | 107 | 117,14 |
| Cadre 71/2             | Koichi Tuji            | –   | 0:2      | 73   | 5     | 14,60 | –     | 26  | 38,66  |
| Dreiband               | Christian Rudolph      | –   | 2:0(2:0) | 30   | 21    | 1,428 | 1,428 | 6   | 277,20 |
| Dreiband               | Joji Kai               | –   | 0:2(0:2) | 18   | 20    | 0,900 | –     | 4   | 80,00  |

| Platz | Land          | MP  | PP   | VMGD   | BVMGD  |
| ----- | ------------- | --- | ---- | ------ | ------ |
| 1     | Deutschland A | 4:0 | 12:0 | 156,63 | 180,87 |
| 2     | Japan         | 2:2 | 6:6  | 67,73  | 81,76  |
| 3     | Tschechien    | 0:4 | 0:12 | 19,67  | –      |

### Halbfinale
| Disziplin            | Name                 | MP  | PP       | Pkt. | Aufn. | GD    | BED   | HS | VGD    |
| -------------------- | -------------------- | --- | -------- | ---- | ----- | ----- | ----- | -- | ------ |
| (127,71) vs. (80,92) | (127,71) vs. (80,92) | 2:0 | 4:2      |      |       |       |       |    |        |
| Einband              | Jean Paul de Bruijn  | –   | 2:0      | 100  | 8     | 12,50 | 12,50 | 53 | 252,85 |
| Einband              | Michael Hikl         | –   | 0:2      | 63   | 8     | 7,87  | –     | 42 | 114,25 |
| Cadre 71/2           | Henri Tilleman       | –   | 2:0      | 200  | 6     | 33,33 | 33,33 | 80 | 98,08  |
| Cadre 71/2           | Stephan Horvath      | –   | 0:2      | 113  | 6     | 18,83 | –     | 56 | 52,76  |
| Dreiband             | John Tijssens        | –   | 0:2(1:3) | 42   | 59    | 0,711 | –     | 6  | 32,20  |
| Dreiband             | Gerhard Kostistansky | –   | 2:0(3:1) | 53   | 60    | 0,883 | 0,883 | 5  | 75,75  |

| Disziplin                 | Name                      | MP  | PP       | Pkt. | Aufn. | GD     | BED    | HS  | VGD    |
| ------------------------- | ------------------------- | --- | -------- | ---- | ----- | ------ | ------ | --- | ------ |
| (289,23) A vs. B (146,49) | (289,23) A vs. B (146,49) | 2:0 | 4:2      |      |       |        |        |     |        |
| Einband                   | Martin Horn               | –   | 2:0      | 100  | 6     | 16,66  | 16,66  | 56  | 371,71 |
| Einband                   | Stefan Galla              | –   | 0:2      | 63   | 6     | 10,50  | –      | 32  | 194,28 |
| Cadre 71/2                | Wolfgang Zenkner          | –   | 2:0      | 200  | 2     | 100,00 | 100,00 | 148 | 350,00 |
| Cadre 71/2                | Fabian Blondeel           | –   | 0:2      | 68   | 2     | 34,00  | –      | 68  | 100,00 |
| Dreiband                  | Christian Rudolph         | –   | 0:2(1:2) | 36   | 33    | 1,090  | –      | 7   | 146,00 |
| Dreiband                  | Johann Schirmbrand        | –   | 2:0(2:1) | 37   | 34    | 1,088  | 1,088  | 7   | 145,20 |

### Finalspiele
| Disziplin              | Name                   | MP  | PP       | Pkt. | Aufn. | GD    | BED   | HS  | VGD    |
| ---------------------- | ---------------------- | --- | -------- | ---- | ----- | ----- | ----- | --- | ------ |
| (131,73) vs. B (99,23) | (131,73) vs. B (99,23) | 2:0 | 4:2      |      |       |       |       |     |        |
| Einband                | Michael Hikl           | –   | 0:2      | 17   | 8     | 2,12  | –     | 7   | 14,57  |
| Einband                | Stefan Galla           | –   | 2:0      | 100  | 8     | 12,50 | 12,50 | 54  | 252,85 |
| Cadre 71/2             | Stephan Horvath        | –   | 2:0      | 200  | 3     | 66,66 | 66,66 | 143 | 216,64 |
| Cadre 71/2             | Fabian Blondeel        | –   | 0:2      | 1    | 3     | 0,33  | –     | 1   | 0,66   |
| Dreiband               | Gerhard Kostistansky   | –   | 2:0(2:1) | 40   | 35    | 1,142 | 1,142 | 8   | 164,00 |
| Dreiband               | Johann Schirmbrand     | –   | 0:2(1:2) | 27   | 35    | 0,771 | –     | 3   | 44,20  |

| Disziplin               | Name                    | MP  | PP       | Pkt. | Aufn. | GD    | BED   | HS | VGD    |
| ----------------------- | ----------------------- | --- | -------- | ---- | ----- | ----- | ----- | -- | ------ |
| (124,64) A vs. (107,91) | (124,64) A vs. (107,91) | 2:0 | 4:2      |      |       |       |       |    |        |
| Einband                 | Martin Horn             | –   | 2:0      | 100  | 8     | 12,50 | 12,50 | 60 | 252,85 |
| Einband                 | Jean Paul de Bruijn     | –   | 0:2      | 31   | 8     | 3,87  | –     | 12 | 44,50  |
| Cadre 71/2              | Wolfgang Zenkner        | –   | 2:0      | 200  | 7     | 28,57 | 28,57 | 62 | 84,48  |
| Cadre 71/2              | Henri Tilleman          | –   | 0:2      | 38   | 7     | 5,42  | –     | 22 | 10,84  |
| Dreiband                | Christian Rudolph       | –   | 0:2(0:3) | 22   | 30    | 0,733 | –     | 4  | 36,60  |
| Dreiband                | John Tijssens           | –   | 2:0(3:0) | 45   | 32    | 1,406 | 1,406 | 4  | 268,40 |

## Abschlusstabelle
| Platz | Land          | Spiele | G-U-V | MP  | PP    | VMGD   | BVMGD  |
| ----- | ------------- | ------ | ----- | --- | ----- | ------ | ------ |
| 1     | Deutschland A | 4      | 4-0-0 | 8:0 | 20:4  | 153,46 | 180,87 |
| 2     | Niederlande   | 4      | 3-0-1 | 6:2 | 18:6  | 109,88 | 203,87 |
| 3     | Österreich    | 4      | 3-0-1 | 6:2 | 14:10 | 93,69  | –      |
| 4     | Deutschland B | 4      | 2-0-2 | 4:4 | 14:10 | 135,69 | 129,69 |
| 5     | Belgien       | 2      | 1-0-1 | 2:2 | 8:4   | 91,00  | 83,99  |
| 6     | Frankreich    | 2      | 1-0-1 | 2:2 | 6:6   | 81,45  | 92,70  |
| 7     | Japan         | 2      | 1-0-1 | 2:2 | 6:6   | 67,73  | 81,76  |
| 8     | Italien       | 2      | 1-0-1 | 2:2 | 4:8   | 37,20  | –      |
| 9     | Ägypten       | 2      | 0-0-2 | 0:4 | 2:10  | 27,69  | –      |
| 10    | Dänemark      | 2      | 0-0-2 | 0:4 | 2:10  | 81,66  | –      |
| 11    | Schweiz       | 2      | 0-0-2 | 0:4 | 2:10  | 24,07  | –      |
| 12    | Tschechien    | 2      | 0-0-2 | 0:4 | 0:12  | 19,67  | –      |

## Einzel-Ranglisten
| Platz | Name                | MP  | Pkte. | Aufn. | GD    | BED   | HS |
| ----- | ------------------- | --- | ----- | ----- | ----- | ----- | -- |
| 1     | Martin Horn         | 8:0 | 400   | 38    | 10,52 | 16,66 | 60 |
| 2     | Stefan Galla        | 6:2 | 363   | 35    | 10,37 | 12,50 | 54 |
| 3     | Jean Paul de Bruijn | 6:2 | 331   | 37    | 8,94  | 12,50 | 53 |
| 4     | Michael Hikl        | 4:4 | 280   | 34    | 8,23  | 12,50 | 45 |
| 5     | Peter de Backer     | 2:2 | 175   | 24    | 7,29  | 6,25  | 34 |
| 6     | Alain Remond        | 2:2 | 163   | 26    | 6,26  | 7,14  | 26 |
| 7     | Antonio Oddo        | 2:2 | 144   | 31    | 4,64  | 5,00  | 21 |
| 8     | Yoichiro Mori       | 2:2 | 126   | 29    | 4,34  | 5,55  | 30 |
| 9     | Dan Nielsen         | 0:4 | 101   | 23    | 4,39  | –     | 25 |
| 10    | Mohsen Fouda        | 0:4 | 74    | 26    | 2,84  | –     | 11 |
| 11    | Pierre-Alain Rech   | 0:4 | 81    | 30    | 2,70  | –     | 18 |
| 12    | Josef Cervenka      | 0:4 | 66    | 31    | 2,12  | –     | 16 |

| Platz | Name               | MP  | Pkte. | Aufn. | GD    | BED    | HS  |
| ----- | ------------------ | --- | ----- | ----- | ----- | ------ | --- |
| 1     | Wolfgang Zenkner   | 8:0 | 800   | 19    | 42,10 | 100,00 | 148 |
| 2     | Henri Tilleman     | 6:2 | 638   | 20    | 31,90 | 100,00 | 136 |
| 3     | Eddy Leppens       | 4:0 | 400   | 8     | 50,00 | 50,00  | 176 |
| 4     | Fabian Blondeel    | 4:4 | 469   | 12    | 39,09 | 66,66  | 135 |
| 5     | Stephan Horvath    | 4:4 | 601   | 27    | 22,25 | 66,66  | 143 |
| 6     | Jean Arnaud        | 2:2 | 284   | 14    | 20,28 | 20,00  | 75  |
| 7     | Koichi Tuji        | 2:2 | 273   | 19    | 14,36 | 14,28  | 51  |
| 8     | Xavier Gretillat   | 2:2 | 265   | 27    | 9,81  | 9,09   | 42  |
| 9     | Michael Mikkelsen  | 0:4 | 178   | 13    | 13,69 | –      | 63  |
| 10    | Marek Faus         | 0:4 | 210   | 19    | 11,05 | –      | 39  |
| 11    | Zein Abdou         | 0:4 | 161   | 18    | 8,94  | –      | 37  |
| 12    | Giuseppe Tagliavia | 0:4 | 213   | 24    | 8,87  | –      | 28  |

| Platz | Name                  | MP  | SP  | Pkte. | Aufn. | GD    | BED   | HS |
| ----- | --------------------- | --- | --- | ----- | ----- | ----- | ----- | -- |
| 1     | Gerhard Kostistansky  | 6:2 | 8:4 | 161   | 171   | 0,941 | 1,142 | 8  |
| 2     | John Tijssens         | 6:2 | 8:4 | 159   | 170   | 0,935 | 1,406 | 7  |
| 3     | Christian Rudolph     | 4:4 | 5:5 | 118   | 109   | 1,082 | 1,428 | 7  |
| 4     | Johann Schirmbrand    | 4:4 | 5:5 | 116   | 120   | 0,966 | 1,088 | 78 |
| 5     | Hesham Saad           | 2:2 | 3:3 | 78    | 105   | 0,742 | 0,851 | 5  |
| 6     | Jacob Haack-Sörensen  | 2:2 | 2:2 | 56    | 50    | 1,120 | 1,363 | 5  |
| 7     | Joji Kai              | 2:2 | 2:2 | 48    | 48    | 1,000 | 1,071 | 7  |
| 8     | Francis Connesson     | 2:2 | 2:2 | 57    | 58    | 0,982 | 1,034 | 4  |
| 9     | Francesco Monticciolo | 2:2 | 2:3 | 62    | 84    | 0,738 | 0,745 | 3  |
| 10    | Leslie Menheer        | 2:2 | 2:3 | 55    | 87    | 0,632 | 0,627 | 4  |
| 11    | Andreas Efler         | 0:4 | 2:4 | 70    | 102   | 0,686 | –     | 4  |
| 12    | Ivo Gazdos            | 0:4 | 0:4 | 30    | 51    | 0,588 | –     | 4  |